# El Arenal, Metapa
El Arenal är en ort i Mexiko.   Den ligger i kommunen Metapa och delstaten Chiapas, i den sydöstra delen av landet, 900 km sydost om huvudstaden Mexico City. El Arenal ligger 78 meter över havet och antalet invånare är 542.
Terrängen runt El Arenal är platt. Runt El Arenal är det ganska tätbefolkat, med 149 invånare per kvadratkilometer. Närmaste större samhälle är Tapachula, 12,9 km nordväst om El Arenal. Omgivningarna runt El Arenal är en mosaik av jordbruksmark och naturlig växtlighet.